# Azzate
Azzate (Azà in dialetto varesotto) è un comune italiano di 4 652 abitanti della provincia di Varese in Lombardia.

## Storia
Il paese il cui nome deriva probabilmente da "Attiat" e da "Attius", è stato per molti secoli di proprietà dei Bossi, una potente famiglia da cui prese anche il nome nel 1717 la Val Bodia, che diventò Val Bossa.
Questa famiglia, sostenitrice dei Visconti, venne inserita nella "Matricula Nobilium" di Ottone Visconti nel 1277 con il nome di Bossis de Acciate, ed è con questo atto che il paese ottiene un riconoscimento nobiliare da parte dell'Arcivescovo di Milano.
I Bossi, proprio per la loro fedeltà ai Visconti che avevano appoggiato dai tempi delle lotte con Castelseprio, ottennero la signoria di Azzate nel 1439, quando il paese venne staccato dal feudo di Varese, e la mantennero fino al 1657, anno in cui esso passò agli Alfieri. Dopo di questi, Azzate passò ai Torriani, nel 1712, poi nel 1737 a Giulio Visconti e infine nel 1748 a Paolo Nolo. I Bossi comunque vi mantennero sempre la loro casa di campagna ristrutturando l'antica casa castellana, anche quando nell'Ottocento incominciarono a risiedere stabilmente a Como.
Dal punto di vista fiscale, Azzate era infeudato alla Cà Granda di Milano. Dell'antica parrocchiale di Santa Maria si fa cenno in alcuni documenti del 1224; l'edificio, nella sua definitiva fisionomia neogotica, risale al XIX secolo (la facciata è del 1851).
In essa è conservata, oltre ad alcune opere in marmo e in legno intagliato, una tela ad olio di Callisto Piazza che raffigura la Vergine assisa in trono col Bambino accanto a Santa Caterina, a San Gerolamo e ad un offerente.
Altri dipinti sono attribuiti al Nuvolone, all'Holbein (la deposizione del Cristo dalla Croce, un'opera assai discussa), al Morazzone.
Inoltre nella chiesa parrocchiale sono conservate diverse reliquie e stendardi sacri risalenti alla prima metà dell'Ottocento.
Azzate però è maggiormente conosciuta per l'ampia fioritura di ville e case settecentesche presenti sul suo territorio, forse per la favorevole posizione geografica e forse per la fama che ha sempre avuto di centro artistico e culturale. Queste ville sono inserite in maggioranza a nord del borgo, lungo il ciglio che guarda verso il Lago di Varese, in una posizione che pur essendo molto favorevole per la vista del lago non ha mai propiziato la costituzione di grossi agglomerati residenziali data la scoscesità del terreno.
Nei primi anni del XXI secolo, sulla collina morenica di San Quirico è stata reimpiantata a Nebbiolo una vigna storica risalente ai tempi dell'imperatrice Maria Teresa d'Austria.
Vi nacque Luigi Castiglioni, illustre latinista.

### Simboli
Lo stemma civico, concesso con Regio decreto del 20 luglio 1928, ha la seguente blasonatura:
Il gonfalone, concesso con decreto del presidente della Repubblica del 3 novembre 1970, è un drappo troncato di azzurro e rosso, ornato di ricami in argento, caricato dello stemma comunale e dell'iscrizione Comune di Azzate.

## Monumenti e luoghi d'interesse

### Architetture civili

#### Villa Bossi-Zampolli
Situata in posizione panoramica sulla Val Bossa e il lago di Varese, villa Bossi fu costruita sulla base di una preesistente casa-forte di epoca medievale. Tramutata in dimora signorile, fu per lunghi secoli utilizzata dai Bossi come propria villa di rappresentanza. Quando poi, successivamente al 1657 i Bossi si trasferirono stabilmente nei pressi di Como, la villa azzatese divenne una residenza di campagna periodicamente soggetta a rielaborazioni e ampliamenti, i più rilevanti dei quali effettuati negli anni 1771-1779 e nel corso del XIX secolo. Dai Bossi, nel 1810 la villa fu venduta a Lorenzo Obicini, e dopo una serie di passaggi di mano finì alla famiglia Zampolli, la quale nel corso del Novecento commissionò una serie di restauri e ristrutturazioni (tra le quali spicca la sostituzione del timpano neoclassico della facciata settentrionale con un coronamento in stile rococò).
Il complesso si compone di una villa Settecentesca, posta a est di un complesso rurale a corte e a ovest di una struttura di origine tardomedievale.
La villa Settecentesca si presenta con un impianto asimmetrico ad "H". I bracci che formano il cortile meridionale mistilineo sono di gran lunga più lunghi rispetto a quelli rivolti verso il giardino settentrionale, così da realizzare un lungo cannocchiale prospettico diretto da sud verso la facciata meridionale della villa. Da un punto di vista stilistico, la villa si colloca tra il barocco e il neoclassicismo, tanto per quello che riguarda gli esterni quanto per gli interni (dove spicca una sala da ballo affrescata). Sul lato settentrionale, una doppia scalea a pianta di conchiglia conduce da una terrazza al giardino settentrionale, organizzato in parte all'italiana e in parte all'inglese.
L'ala tardomedievale conserva lacerti di affresco e finestre in cotto databili tra il Trecento e il Quattrocento.

#### Villa Bossi-Benizzi Castellani
In luogo della villa Bozzi-Benizzi Castellani, una dimora signorile doveva già esistere nel 1495. L'odierna struttura risale invece al XVII secolo, anche se fu parzialmente rifatta già nel corso del successivo. Dopo essere passata dai Bossi ai Benizzi, nel 1844, la villa passò per via ereditaria ai Castellani, ai quali si deve una ristrutturazione delle stanze al pianterreno.
Dotato di un impianto a "L", l'edificio si presenta con una facciata primosettecentesca, rivolta verso ovest, nella quale si apre un porticato a tre archi che conduce o verso il parco posto dietro la dimora o verso lo scalone d'onore. Quest'ultimo, ornato da pareti affrescate, è protetto da una balautra in marmo rosso. Internamente, la villa ospita sale con soffitti a cassettoni, decorate da affreschi attribuibili alla scuola di Pietro Antonio Magatti.

#### Casa Mera-Cottalorda-Orsi e Casa Comolli-Piana
Costituita da un complesso dotato di un impianto a "U" aperta verso est, Casa Mera-Cottalorda-Orsi è il risultato di una serie di ampliamenti - eseguiti dalla seconda metà del Seicento in poi - di una dimora signorile del XV secolo. Dopo un periodo di decadenza, la casa fu ristrutturata nel corso della prima metà del XX secolo. Nella parte più antica, aperta da un porticato, la casa conserva ancora graffiti e finestre databili al tardo medioevo.
Poco più a nord rispetto a Casa Mera-Cottalorda-Orsi si trova Casa Comolli-Piana, formata da due corpi di fabbrica disposti parallelamente l'uno rispetto all'altro, il più meridionale dei quali dotato di facciata aperta da un porticato a tre archi. All'interno di Casa Comolli-Piana alcune sale con soffitti a cassettoni.

#### Villa Cottalorda-Riva
Costituita da una serie di edifici disposti attorno a un cortile interno di forma rettangolare, Villa Cottalorda-Riva si presenta con un corpo di fabbrica settecentesco, dotato di facciata barocca. A ovest di questa struttura trova posto un altro corpo che, nel tardo XIX secolo fu dotata di merlature e altri elementi in stile romantico-neogotico. 

#### Architetture di via Volta
Lungo via Volta si trovano inoltre le seguenti abitazioni di antica origine.
- Villa Cottalorda — La villa è il risultato di una rielaborazione eclettico-liberty, avviata nel 1898, di un precedente complesso facente parte della località Belvedere. All'interno della villa, stanze con soffitti a cassettoni.[17]
- Casa Bossi-Alemagna-Ferrario — Introdotta da un portale bugnato in stile barocco, la dimora è databile al 1576,[13] anche se fu profondamente rielaborata sia nel tardo Seicento sia nel corso del secolo successivo; all'interno della casa, sale affrescate con soffitti a passa sotto, tra le quali spicca una sala del camino che ospita le raffigurazioni degli stemmi degli Alemagna e dei Bossi.[21]
- Complesso al civico 34 — Un Settecentesco portale introduce a un porticato realizzato in uno dei due bracci laterali di un edificio risalente allo stesso secolo, con impianto a "U".[22]

### Architetture religiose

#### Oratorio di San Lorenzo al Castello
Risalente al XIV secolo, l'Oratorio di San Lorenzo al Castello si trova all'estremità di uno dei due bracci meridionali del nucleo Settecentesco di Villa Bossi-Zampolli.
Ai tempi della visita pastorale di Carlo Borromeo, l'Oratorio si presentava come un edificio a navata singola, chiusa a est da un'abside semicircolare. Dopo aver subìto un intervento che ne cambiò l'orientamento, l'edificio venne incorporato nell'erigenda villa Settecentesca, alla quale venne in seguito collegato tramite un lungo corridoio parallelo al cortile meridionale della stessa.
Gli interni, profondamente modificati durante i lavori di costruzione della villa, sono caratterizzati dalla presenza di una tribuna a loggia, restaurata nel 1791, raggiungibile tramite il lungo corridoio e situata in faccia all'altare.

#### Altro
- Ex Oratorio di Sant'Antonio
- Santuario della Madonnina del Lago
- Oratorio dell'Immacolata (seconda metà del XVII secolo), edificato con funzioni di cappella gentilizia di Casa Mera-Cottalorda-Orsi.[17]
- Oratorio di San Rocco
- Oratorio di San Giorgio in frazione Vegonno
- Chiesa prepositurale della Natività di Maria Vergine con l'organo di Giovanni Mentasti di Varese

## Società

### Evoluzione demografica
- 498 nel 1751
- 831 nel 1805
- 1 060 dopo annessione di Brunello nel 1809
- 1 529 nel 1853

Abitanti censiti

## Infrastrutture e trasporti
Fra il 1911 e il 1950 Azzate ospitò un capolinea della rete tranviaria di Varese.

## Amministrazione
Brunello fu annessa ad Azzate in epoca napoleonica e in età fascista, Buguggiate solo in epoca fascista. Entrambe le borgate furono poi ricostituite in comuni autonomi.